# آلبانی (اوهیو)
البانی، اوهایو (به انگلیسی: Albany, Ohio) یک سکونتگاه مسکونی در ایالات متحده آمریکا است که در اوهایو واقع شده‌است.

## خصوصیات
البانی ۳٫۲۹ کیلومترمربع مساحت و ۸۲۸ نفر جمعیت دارد و ۲۳۱ متر بالاتر از سطح دریا واقع شده‌است.